# August Diehl
Pour les articles homonymes, voir Diehl.
August Diehl (prononcé : /aʊ̯ˈɡʊst diːl/), né le 4 janvier 1976 à Berlin, est un acteur allemand.

## Biographie
August Diehl est issu d'une famille d'artistes. Il est le fils de l'acteur Hans Diehl (* 1940) ; sa mère est costumière. Son frère cadet Jakob Diehl (* 1978) est compositeur et acteur. Diehl passe son enfance en Auvergne, en France, et retourne en Allemagne de l'Ouest à l'âge de neuf ans. Sa famille vit à Hambourg, Vienne en Autriche et Düsseldorf. À l'âge de 18 ans, il joue le rôle de Franz Mohr dans une production du théâtre scolaire de Les Brigands de Friedrich Schiller. 
Après avoir passé son baccalauréat dans une école Steiner, Diehl a étudié l'art dramatique à l'Académie des arts dramatiques Ernst Busch. Les modèles de Diehl sont les acteurs Gert Voss, avec lequel il a joué, et Robert De Niro.
Son premier travail au cinéma, le rôle principal du pirate informatique Karl Koch dans le film 23 (1998), lui a valu la notoriété et le Deutscher Filmpreis du meilleur acteur. Suivirent de nombreux autres rôles au cinéma ainsi que des pièces de théâtre sur les grandes scènes germanophones, pour lesquelles il reçut d'autres distinctions. Dans le film dramatique Parfum d'absinthe (2004), inspiré de la tragédie scolaire de Steglitz de 1927, il joue, aux côtés de Daniel Brühl, le rôle de Günther Scheller, un lycéen de 19 ans.
Dans le film Inglourious Basterds (2009) de Quentin Tarantino, récompensé par un Oscar, Diehl a eu un rôle important en 2009, celui du SS Sturmbannführer Dieter Hellstrom. Dans le film d'action américain Salt, sorti en août 2010, Diehl est le mari du personnage principal joué par Angelina Jolie.

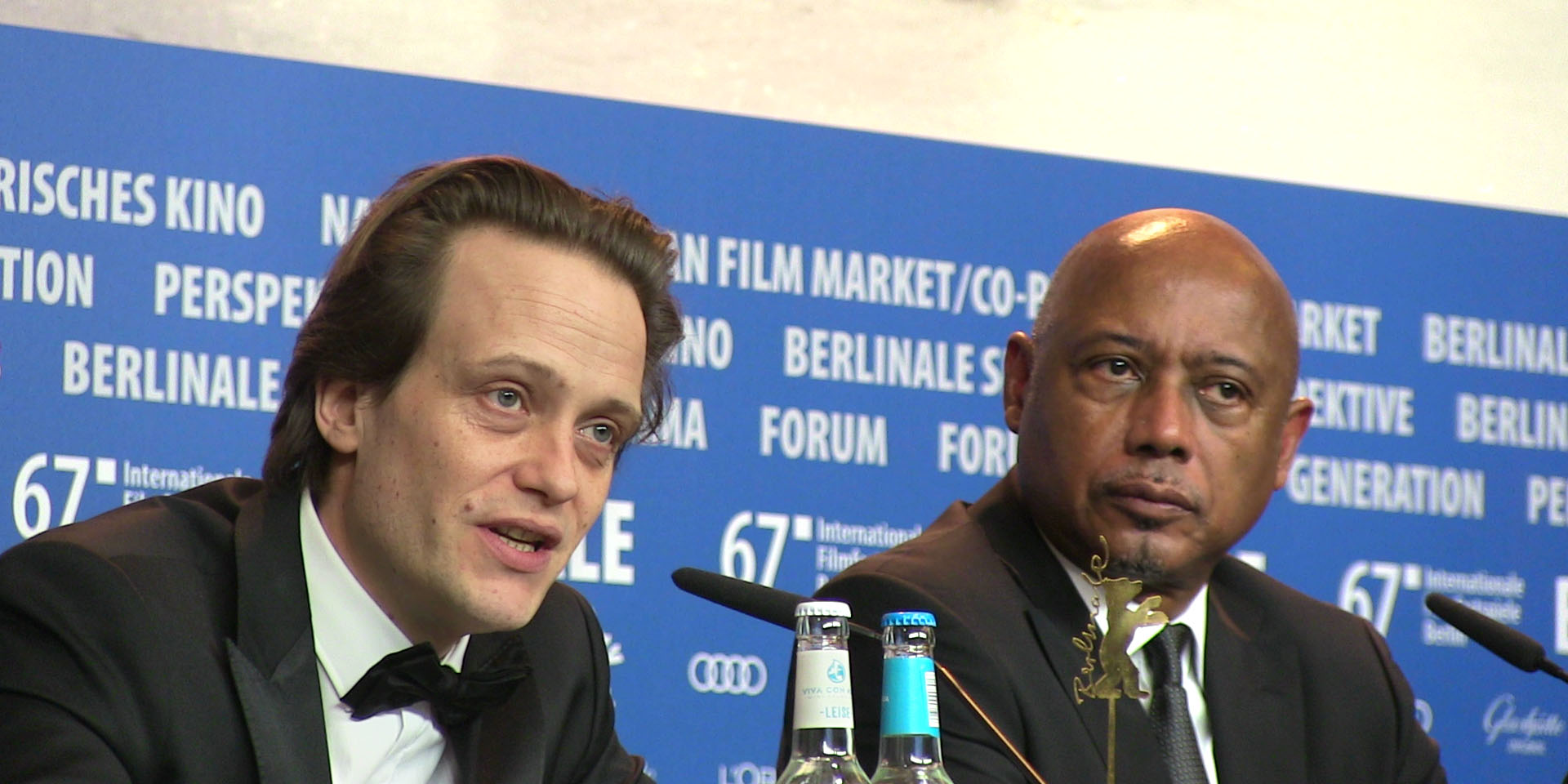
August Diehl et Raoul Peck lors de la présentation du Jeune Karl Marx à la Berlinale 2017.

Outre ses rôles principaux dans les films allemands Les Jours à venir (2010) et Qui, à part nous (2011), Diehl est également apparu en 2011 dans le clip du single Schiffsverkehr de Herbert Grönemeyer.
Depuis 2009, Diehl est actif en tant que guitariste dans le groupe hands up-excitement!.
Depuis le début de la saison 2013/2014, August Diehl est membre de la troupe du Burgtheater de Vienne.
En 2017, August Diehl joue Karl Marx dans le film Le Jeune Karl Marx du réalisateur haïtien Raoul Peck, une « vivifiante évocation de la jeunesse de l’auteur du Capital » selon Jacques Mandelbaum dans Le Monde.
En 2019, Diehl a incarné Franz Jägerstätter, agriculteur autrichien et objecteur de conscience, dans le film dramatique de Terrence Malick Une vie cachée. Dans la série télévisée en six épisodes Bauhaus - Un temps nouveau (2019) sur les années de fondation du Bauhaus à Weimar, il a endossé le rôle de l'architecte et fondateur du Bauhaus Walter Gropius, qui vit une relation amoureuse inventée pour la série avec l'étudiante en art Dörte Helm (Anna Maria Mühe).
August Diehl est membre de le Deutsche Filmakademie. Il vit à Berlin.

## Vie privée
Diehl a été marié à l'actrice Julia Malik de 1999 à 2016. Il a joué avec elle au Ruhrfestspiele Recklinghausen (de) en mai 2008. Leur premier enfant, une fille, est né à Berlin en mai 2009. Leur deuxième enfant, un garçon, est né en 2012.
Diehl joue de la guitare et parle l'allemand, l'espagnol, le français et l'anglais. Depuis 2021, Diehl parle également un peu le russe, après avoir interprété le rôle de Woland dans le film Le Maître et Marguerite (2024).

## Démêlés judiciaires
Dans la nuit du 8 mars 2011, Diehl, accompagné de Pete Doherty et d'un inconnu, a fait l'objet d'une enquête pour un vol avec effraction dans un magasin de disques et de CD de la vieille ville de Ratisbonne, où a été volé une guitare et un disque qui était en devanture. Le parquet de Ratisbonne a ensuite requis une ordonnance pénale contre Diehl et Doherty pour ivresse manifeste à la suite de la consommation de boissons alcoolisées ou d'autres produits enivrants. Diehl, accusé d'avoir volé la guitare et le disque, ceux-ci n'ont pas été retrouvés dans sa chambre d'hôtel. Concernant le vol, Diehl a invoqué un trou de mémoire en raison de son état d'ébriété. Le tribunal l'a acquitté de tous les chefs d'accusation,.

## Théâtre

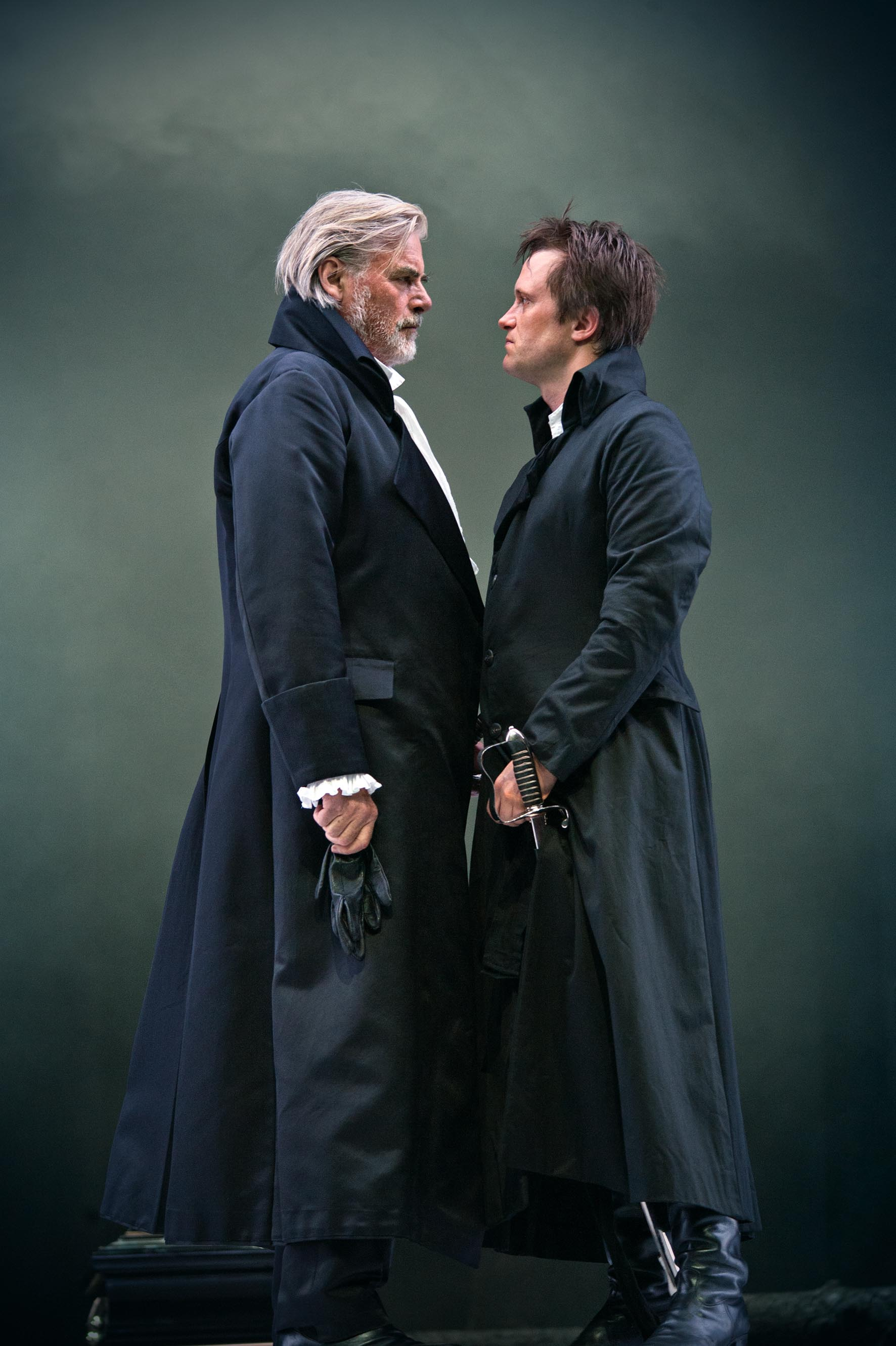
Peter Simonischek dans le rôle du prince électeur et August Diehl dans celui de Homburg, Festival de Salzbourg 2012.

- 1997 : Nach Hause, mise en scène de Lore Stefanek (Théâtre Maxime-Gorki, Berlin)
- 1998 : Don Carlos, mise en scène de Reiner Heise (Théâtre Maxime-Gorki, Berlin)
- 1998 : Höllenangst, mise en scène de Lore Stefanek (Théâtre Maxime-Gorki, Berlin)
- 1998–1999 : Gesäubert de Sarah Kane, mise en scène de Peter Zadek, avec Ulrich Mühe, Susanne Lothar, Uwe Bohm (Hamburger Kammerspiele)
- 1999 : Das Leben – ein Traum, mise en scène de Michael Gruner (Stadttheater Dortmund)
- 2000 : Die Möwe von Tschechow, mise en scène de Luc Bondy, mit Gert Voss, Jutta Lampe, Johanna Wokalek (Burgtheater Wien)
- 2001 : Roberto Zucco von Koltes, mise en scène de Klaus Michael Grüber (Akademietheater Wien)
- 2001–2003 : Der Jude von Malta, mise en scène de Peter Zadek, mit Gert Voss, Ignaz Kirchner, Uwe Bohm (Burgtheater Wien)
- 2003 : Ödipus auf Kolonos, mise en scène de Klaus Michael Grüber, mit Bruno Ganz, (Burgtheater Wien in Koproduktion mit den Wiener Festwochen)
- 2003–2005 : Don Karlos von Schiller, mise en scène de Laurent Chétouane (Hamburger Schauspielhaus)
- 2006 : Zur schönen Aussicht von Ödön von Horváth, mise en scène de Martin Kušej (Hamburger Schauspielhaus)
- 2008 : Ein Mond für die Beladenen von Eugene O’Neill, mise en scène de Frank Hoffmann, mit Hans Diehl, Julia Malik, Marc Limpach et Marco Lorenzini (Ruhrfestspiele Recklinghausen)
- 2009 : Major Barbara von George Bernard Shaw, mise en scène de Peter Zadek (Schauspielhaus Zürich)
- 2012 : Prinz Friedrich von Homburg oder die Schlacht bei Fehrbellin de Heinrich von Kleist, mise en scène de Andrea Breth (Burgtheater Wien en coproduction avec Salzburger Festspielen)
- 2013 : Hamlet de William Shakespeare, mise en scène de Andrea Breth (Burgtheater Wien)
- 2014 : Das Geisterhaus d'Isabel Allende, mise en scène de Antú Romero Nunes et Florian Hirsch en utilisant la traduction de Anneliese Botond, mise en scène de Antú Romero Nunes (Akademietheater Wien)
- 2016 : Diese Geschichte von Ihnen de John Hopkins, mise en scène d'Andrea Breth (Akademietheater Wien)
- 2018 : Eines langen Tages Reise in die Nacht d'Eugene O’Neill, mise en scène de Andrea Breth (Burgtheater Wien)
- 2020 : Drei Mal Leben de Yasmina Reza, mise en scène de Andrea Breth (Berliner Ensemble)

## Filmographie
- 1998 : 23 de Hans-Christian Schmid
- 1999 : Die Braut (de) d'Egon Günther
- 2000 : Kalt ist der Abendhauch de Rainer Kaufmann
- 2002 : Tattoo de Robert Schwentke
- 2003 : La Petite Prairie aux bouleaux (Birkenau und Rosenfeld) de Marceline Loridan-Ivens
- 2003 : Love The Hard Way (en), de Peter Sehr
- 2003 : Au loin, les lumières (Lichter) de Hans-Christian Schmid
- 2003 : Anatomie 2 de Stefan Ruzowitzky : Benny Sachs[18]
- 2004 : Parfum d'absinthe (Was nützt die Liebe in Gedanken) d'Achim von Borries : Günther Scheller
- 2004 : Le Neuvième jour (Der neunte Tag) de Volker Schlöndorff : Untersturmführer Gephardt
- 2005 : Rebelle Adolescence (Mouth to Mouth) d'Alison Murray
- 2005 : Kabale und Liebe de Leander Haußmann
- 2006 : Je suis l'autre (Ich bin die Andere) de Margarethe von Trotta
- 2006 : Slumming de Michael Glawogger : Sebastian
- 2006 : Rien que des fantômes (de) (Nichts als Gespenster) de Martin Gypkens (de)
- 2007 : Les Faussaires (Die Fälscher) de Stefan Ruzowitzky
- 2007 : Freischwimmer (de) d'Andreas Kleinert (de)
- 2008 : Une femme à Berlin (Anonyma - eine Frau in Berlin) de Max Färberböck : Gerd
- 2008 : Lekcje pana Kuki (pl) de Dariusz Gajewski (pl)
- 2008 : Dr. Alemán (de) de Tom Schreiber : Marc
- 2008 : Les Buddenbrook, le Déclin d'une famille (Buddenbrooks) de Heinrich Breloer : Christian Buddenbrook
- 2009 : Inglourious Basterds de Quentin Tarantino : Le major Dieter Hellstrom
- 2010 : Salt de Phillip Noyce : Mike Krause
- 2010 : Les Jours à venir (Die kommenden Tage) de Lars Kraume : Konstantin Richter
- 2011 : Qui, à part nous (Wer wenn nicht wir) d'Andres Veiel : Bernward Wesper
- 2012 : Confession d'un enfant du siècle de Sylvie Verheyde : Desgenais
- 2012 : On voulait prendre la mer (Wir wollten aufs Meer) de Toke Constantin Hebbeln : Andreas Hornung
- 2012 : Les Aventures de Huck Finn (de) (Die Abenteuer des Huck Finn) de Hermine Huntgeburth
- 2013 : Stalingrad (Сталинград) de Fiodor Bondartchouk
- 2013 : Un train de nuit pour Lisbonne (Night Train to Lisbon) de Bille August : Jorge O'Kelly jeune
- 2013 : Frau Ella de Markus Goller : Klaus
- 2013 : Layla Fourie de Pia Marais : Eugene Pienaar
- 2015 : En mai, fais ce qu'il te plaît de Christian Carion : Hans
- 2016 : Diamant noir d'Arthur Harari : Gabi Ulmann
- 2016 : Alliés (Allied) de Robert Zemeckis : Hobar
- 2017 : Le Jeune Karl Marx de Raoul Peck : Karl Marx
- 2018 : L'Empereur de Paris de Jean-François Richet : Nathanaël de Wenger
- 2018 : Kursk de Thomas Vinterberg : Anton Markov
- 2018 : Le Parfum (Parfum) d'Oliver Berben et Sarah Kirkegaard (TV)
- 2019 : Une vie cachée (A Hidden Life) de Terrence Malick : Franz Jägerstätter
- 2019 : Le Dernier Vermeer (The Last Vermeer) de Dan Friedkin
- 2019 : Bauhaus - Un temps nouveau (Die Neue Zeit) (TV) : Walter Gropius
- 2021 : L'Étau de Munich (Munich: The Edge of War) de Christian Schwochow
- 2021 : The King's Man : Première mission (The King's Man) de Matthew Vaughn : Vladimir Ilitch Lénine
- 2021 : Plan A (de) (תוכנית א') de Doron et Yoav Paz : Max
- 2022 : Le Parfumeur (Der Parfumeur) de Nils Willbrandt
- 2022 : Le Brigand Briquambroque (Der Räuber Hotzenplotz) de Michael Krummenacher (de) : Mirliflore Taillevent
- 2023 : Sidonie au Japon d'Élise Girard : Antoine Percevel
- 2024 : Le Maître et Marguerite (Мастер и Маргарита) de Michael Lockshin : Woland
- 2024 : L'Espion de Dieu de Todd Komarnicki : Martin Niemöller
- 2025 : La Tour de glace de Lucile Hadzihalilovic
- 2025 : La Disparition de Josef Mengele (Das Verschwinden des Josef Mengele) de Kirill Serebrennikov : Josef Mengele

## Publication
- 2000 : Der Atemkünstler

## Distinctions

### Récompenses
- Bayerischer Filmpreis 1998 : Meilleur acteur pour 23[19]
- Deutscher Filmpreis (Or) 1999 : Deutscher Filmpreis : Meilleur acteur pour 23
- Prix Undine 2004 : Meilleur jeune acteur pour Parfum d'absinthe
- Verband der Deutschen Filmkritik 2005 : Meilleur acteur pour Parfum d'absinthe

### Nomination
- Deutscher Filmpreis (Or) 2005 : Meilleur acteur pour Le Neuvième jour